# Sundhedsdatastyrelsen
Sundhedsdatastyrelsen er en styrelse under Indenrigs- og Sundhedsministeriet. Den er oprettet 1. november 2015 og har til opgave at skabe sammenhængende sundhedsdata og digitale løsninger til sundhedsvæsenet.